# Chińska Republika Ludowa na Mistrzostwach Świata w Lekkoatletyce 2009
Chińska Republika Ludowa na Mistrzostwach Świata w Lekkoatletyce 2009 – reprezentacja ChRL podczas czempionatu w Berlinie liczyła 29 zawodników. Zdobyli 4 medale, w tym 1 złoty (Bai Xue w biegu maratońskim).

## Medale
- Bai Xue –  złoty medal w maratonie
- Wang Hao –  srebrny medal w chodzie na 20 km
- Liu Hong –  brązowy medal w chodzie na 20 km
- Gong Lijiao –  brązowy medal w pchnięciu kulą

## Występy reprezentantów Chińskiej Republiki Ludowej

### Mężczyźni
| Konkurencja                | Zawodnik        | Eliminacje | Eliminacje | Półfinał | Półfinał | Finał         | Finał         |
| Konkurencja                | Zawodnik        | Wynik      | Poz.       | Wynik    | Poz.     | Wynik         | Poz.          |
| -------------------------- | --------------- | ---------- | ---------- | -------- | -------- | ------------- | ------------- |
| Bieg na 110 m przez płotki | Ji Wei          | 13,51      | 5.         | 13,41 SB | 7.       | 3:36,01       | 2.            |
| Bieg na 110 m przez płotki | Shi Dongpeng    | 13,56      | 11.        | 13,42 SB | 8.       | Nie awansował | Nie awansował |
| chód na 20 km              | Wang Hao        |            |            |          |          | 1:19:06 PB    | 2.            |
| chód na 20 km              | Li Jianbo       |            |            |          |          | 1:21:54       | 12.           |
| chód na 20 km              | Chu Yafei       |            |            |          |          | 1:21:56       | 13.           |
| chód na 50 km              | Xu Faguang      |            |            |          |          | 3:48:52 PB    | 11.           |
| chód na 50 km              | Zhao Chengliang |            |            |          |          | 3:53:06       | 15.           |
| chód na 50 km              | Li Lei          |            |            |          |          | 4:00:13       | 25.           |

| Konkurencja    | Zawodnik  | Kwalifikacje | Kwalifikacje | Finał         | Finał         |
| Konkurencja    | Zawodnik  | Wynik        | Poz.         | Wynik         | Poz.          |
| -------------- | --------- | ------------ | ------------ | ------------- | ------------- |
| Skok w dal     | Li Jinzhe | 8,01         | 13.          | Nie awansował | Nie awansował |
| Trójskok       | Li Yanxi  | 17,27 SB     | 3.           | 17,23         | 6.            |
| Rzut oszczepem | Qin Qiang | 77,65        | 21.          | Nie awansował | Nie awansował |

### Kobiety
| Konkurencja                | Zawodniczka    | Eliminacje | Eliminacje | Półfinał | Półfinał | Finał          | Finał          |
| Konkurencja                | Zawodniczka    | Wynik      | Poz.       | Wynik    | Poz.     | Wynik          | Poz.           |
| -------------------------- | -------------- | ---------- | ---------- | -------- | -------- | -------------- | -------------- |
| Bieg na 10 000 m           | Zhang Yingying |            |            |          |          | 32:22,63 SB    | 18.            |
| Maraton                    | Bai Xue        |            |            |          |          | 2:25:15 SB     | 1.             |
| Maraton                    | Zhou Chunxiu   |            |            |          |          | 2:25,39 SB     | 4.             |
| Maraton                    | Zhu Xiaolin    |            |            |          |          | 2:26:08 SB     | 5.             |
| Maraton                    | Sun Weiwei     |            |            |          |          | 2:29:39 SB     | 13.            |
| Bieg na 400 m przez płotki | Huang Xiaoxiao | 55,52 SB   | 9.         | 55,40 SB | 11.      | Nie awansowała | Nie awansowała |
| chód na 20 km              | Liu Hong       |            |            |          |          | 1:29:10 SB     | 3.             |
| chód na 20 km              | Yang Mingxia   |            |            |          |          | 1:35:42        | 18.            |
| chód na 20 km              | Yang Yawei     |            |            |          |          | DQ             |                |

| Konkurencja    | Zawodniczka   | Kwalifikacje | Kwalifikacje | Finał          | Finał          |
| Konkurencja    | Zawodniczka   | Wynik        | Poz.         | Wynik          | Poz.           |
| -------------- | ------------- | ------------ | ------------ | -------------- | -------------- |
| Skok o tyczce  | Gao Shuying   | NM           |              | Nie awansowała | Nie awansowała |
| Trójskok       | Xie Limei     | 14,62 SB     | 1.           | 14,16          | 9.             |
| Pchnięcie kulą | Gong Lijiao   | 19,08        | 4.           | 19,89 PB       | 3.             |
| Pchnięcie kulą | Li Meiju      | 18,53        | 8.           | 18,76          | 7.             |
| Pchnięcie kulą | Liu Xiangrong | 18,10        | 12.          | 18,52          | 10.            |
| Rzut dyskiem   | Song Aimin    | 62,80        | 2.           | 62,42          | 5.             |
| Rzut dyskiem   | Ma Xuejun     | 63,38 SB     | 1.           | 58,79          | 11.            |
| Rzut dyskiem   | Xu Shaoyang   | 61,02 SB     | 13.          | Nie awansowała | Nie awansowała |
| Rzut młotem    | Zhang Wenxiu  | 72,72 SB     | 3.           | 72,57          | 5.             |